# Rich and Poor
Rich and Poor – dziewiąty album studyjny amerykańskiej piosenkarki jazzowej Randy Crawford, wydany w 1989 roku przez wytwórnię Warner Bros. Records pod numerem katalogowym 1-26002 (USA). Album otwiera nagranie będące udaną wersją artystki przeboju Boba Dylana „Knockin’ on Heaven’s  Door”, które w wielu krajach gościło na czołowych miejscach list przebojów. Utwór ten został wykorzystany w filmie Richarda Donnera Zabójcza broń 2 z Melem Gibsonem, Danny Gloverem i Patsy Kensit w rolach głównych.

## Lista utworów
| A1. | „Knockin’ on Heaven’s Door” (Bob Dylan)                                 | 4:57  |
|     |                                                                         |       |
| A2. | „Every Kind of People” (Andy Fraser)                                    | 3:45  |
|     |                                                                         |       |
| A3. | „Wrap-U-Up” (Maggie Ryder/Ken Gold)                                     | 4:34  |
|     |                                                                         |       |
| A4. | „This is the Love” (Sharon Robinson)                                    | 4:42  |
|     |                                                                         |       |
| A5. | „Separate Lives” (Helen Chap’pelle/David Harwood-Smith/Roger G. Taylor) | 4:11  |
|     |                                                                         |       |
| A6. | „Belive That Love Can Change the World” (Torstein Bieler/Alix Wangberg) | 3:46  |
|     |                                                                         |       |
| B1. | „Rich and Poor” (Colin Vearncombe/Robin Millar)                         | 4:24  |
|     |                                                                         |       |
| B2. | „Cigarette in the Rain” (Ruth McCartney/Barry Coffing)                  | 3:56  |
|     |                                                                         |       |
| B3. | „Love is” (Ken Gold/Billy Ocean)                                        | 4:28  |
|     |                                                                         |       |
| B4. | „I Don’t Feel Much Like Crying” (L.A./BabyFace)                         | 4:58  |
|     |                                                                         |       |
| B5. | „All It Takes is Love” (Randy Crawford/Barry Coffing)                   | 2:59  |
|     |                                                                         |       |
|     |                                                                         | 46:40 |
|     |                                                                         |       |

## Muzycy
- Randy Crawford – śpiew, chórki (nagranie A3)
- Eric Clapton – gitara (nagranie A1)
- David Sanborn – saksofon (nagranie A1)
- Gary Wallace – perkusja, instrumenty perkusyjne
- Steve Pearce – gitara basowa
- Jess Bailey – fortepian, syntezatory
- Harry Whittaker – instrumenty klawiszowe, syntezator
- Hugh Burns – gitary
- Chris White – saksofon
- Paul Spong – sekcja basowa
- John Thirkell – sekcja basowa
- Phillip Todd – sekcja basowa
- Chris Davis – sekcja basowa
- Jamie Talbot – sekcja basowa
- Hellen Chap’pelle – chórki (nagrania: A2, A4, A6, B1, B3)
- Katie Kissoon – chórki (nagrania: A2, A4, A6, B1, B3)
- Leroy Osbourne – chórki (nagrania: A2, B1)
- Nigel Rush – chórki (nagrania: A2, A4, A6, B1, B3)
- Tony Jackson – chórki (nagrania: A4, A6, B3)
- Robin Millar – chórki (nagranie A3), gitara solowa (nagranie A6)
- The Angelical Voice Choir – dodatkowy wokal (nagranie A6)

## Produkcja
- Robin Millar – producent, aranżer
- Michael Powell – producent (nagranie A1)
- Stephen McLaughlin – nagrywanie i miksowanie
- Dave Anderson – nagrywanie i miksowanie
- Jim Abbiss – drugi inżynier dźwięku i programowania
- Nick Clarke – inżynier techniczny
- Cliff Brown – inżynier techniczny
- Benny Medina – producent wykonawczy
- Leonard Richardson – producent wykonawczy
- Richard Niles – aranżacja basowa
- Barry Gross – zarządzanie i kierownictwo
- Simon Wallace – dyrektor muzyczny

- Johnny Lee – kierownictwo artystyczne, design
- Timothy White – zdjęcia
- Monika Dickinson - stylizacja
- Tara Posey – makijaż

## Pozycje na listach
| Lista 1989                                     | Pozycja |
| ---------------------------------------------- | ------- |
| Lista amerykańska R&B Albums                   | 19      |
| Lista amerykańska Billboard 200                | 159     |
| Lista amerykańska Top Contemporary Jazz Albums | 4       |
| Lista brytyjska UK Albums Chart                | 63      |
| Lista holenderska                              | 48      |
| Lista norweska                                 | 3       |
| Lista szwajcarska                              | 15      |
| Lista szwedzka                                 | 32      |

## Notowania singli
| Rok  | Singel                          | Notowania                                        | Poz. |
| ---- | ------------------------------- | ------------------------------------------------ | ---- |
| 1989 | „Knockin’ on Heaven’s Door”     | Lista amerykańska Hot R&B/Hip-Hop Singles & Trac | 4    |
| 1989 | „Knockin’ on Heaven’s Door”     | Lista belgijska                                  | 15   |
| 1989 | „Knockin’ on Heaven’s Door”     | Lista holenderska                                | 12   |
| 1989 | „Knockin’ on Heaven’s Door”     | Lista nowozelandzka                              | 2    |
| 1990 | "Wrap-U-Up"                     | Lista amerykańska Hot R&B/Hip-Hop Singles & Trac | 15   |
| 1990 | "I Don’t Fell Much Like Crying" | Lista amerykańska Hot R&B/Hip-Hop Singles & Trac | 16   |
| 1990 | "Cigarette in the Rain"         | Lista amerykańska Hot R&B/Hip-Hop Singles & Trac | 38   |